# Let It Beard
Let It Beard è il quinto e ultimo album in studio long playing del gruppo Boston Spaceships; venne pubblicato negli Stati Uniti d'America nel 2011 sia in vinile che in CD dalla Guided By Voices Inc. Alla registrazione di quest'ultimo album partecipò anche Colin Newman dei Wire, J Mascis dei Dinosaur Jr., Steve Wynn dei The Dream Syndicate e Mick Collins dei Dirtbombs. Pollard poco dopo sciolse la band.

## Tracce
Tutti i brani sono scritti da Robert Pollard.

### Disco 1
Lato A
1. Blind 20-20 - 3.03
2. Juggernaut Vs. Monolith - 1.12
3. Tourist U.F.O. - 4.18
4. Minefield Searcher - 2.17
5. Make A Record For Lo-Life - 3.03
6. Let More Light Into The House - 5.10

Lato B
1. You Just Can't Tell - 2.01
2. Chevy Marigold - 2.19
3. Earmarked For Collision - 3.45
4. Toppings Take The Cake - 1.09
5. Tabby And Lucy - 3.28
6. (I'll Make It) Strong For You - 1.56
7. A Hair In Every Square Inch Of The House - 4.46

### Disco 2
Lato C
1. The Ballad Of Bad Whiskey - 2.18
2. I Took On The London Guys - 2.40
3. Red Bodies - 2.53
4. A Dozen Blue Overcoats - 1.29
5. Pincushion - 1.15
6. Christmas Girl - 2.48
7. Let It Beard - 4.14

Lato D
1. The Vice Lords - 3.27
2. German Field Of Shadows - 3.32
3. Speed Bumps - 2.16
4. No Steamboats - 2.38
5. You In My Prayer - 2.30
6. Inspiration Points - 5.24

## Musicisti
- Robert Pollard - voce
- John Moen - batteria
- Chris Slusarenko - chitarra, basso e tastiere